# Hrabáč kapský
Hrabáč kapský (Orycteropus afer) je středně velký savec původem z Afriky. Ve starší české literatuře, například v cestopisech Emila Holuba nebo starších vydáních Brehmova Života zvířat je nazýván kuťoš (od slovesa kutat) nebo takaru, což je domorodý název pocházející z oblasti Etiopie. Anglické jméno aardvark [a:dva:k] pochází z afrikánštiny a znamená „(pod)zemní sele“, jelikož původní osadníci z Evropy ho považovali za zvíře podobné praseti (ačkoliv hrabáči nejsou blízcí příbuzní prasat). Ve východní Africe je znám pod svahilským jménem kukukifiku.
Hrabáč kapský je poslední přežívající druh z řádu hrabáčů (Tubulidentata) a jeho jediné čeledi hrabáčovitých. Hrabáč byl původně řazen do řádu chudozubých, a to pro svou vnější podobnost s mravenečníkem. Výzkum však prokázal, že si tato zvířata příbuzná nejsou a podobnosti v jejich stavbě těla jsou výsledkem konvergentní evoluce v důsledku adaptace na stejný typ potravy – termity. Z podobných důvodů má hrabáč společné rysy s vačnatými bandikuty. Nejbližší příbuzní hrabáče jsou vyhynulé rody Leptorycteropus a Myorycteropus, nejbližší žijící příbuzní afrosoricidi nebo bércouni.
Ve střevě hrabáče kapského parazituje vrtejš Oligacanthorhynchus longissimus, který je s délkou až 93 cm největším druhem vrtejše.

## Popis a morfologie
Hrabáč kapský je zavalitě stavěný savec, dosahující hmotnosti až 60 kg, délky těla 110–130 cm a délky ocasu 70 cm. Mohutné tělo hrabáče je téměř lysé, pouze na hřbetě ho pokrývají řídké štětiny. Zbarvení je béžové, na břiše a hlavě až narůžovělé. Končetiny s mohutnými drápy jsou sloupovité, zadní delší než přední, silný, málo pohyblivý ocas, podobný klokanímu, zvířeti umožňuje, aby se postavilo na zadní nohy. Hlava hrabáče je protáhlá a její přední část se podobá prasečímu rypáku. Oči jsou malé, naproti tomu boltce dlouhé a blanité, tvarově podobné zaječím. Ve spánku je zvíře skládá podél hlavy.
 Nejtypičtějším znakem hrabáče je zcela ojedinělá stavba chrupu, během vývoje došlo k regresivnímu vývoji chrupu jako i některých zástupců chudozubých a luskounů (proto chybné zařazení). Chrup hypselodontního typu, zuby stále dorůstají a jsou bezkořenné. 

Varlata mají samci uložena v břišní dutině, podobně jako sloni, nemají šourek.

Na předních končetinách došlo k redukci prstů na 4, zadní končetiny jsou pětiprsté.

## Rozšíření
Hrabáč kapský se vyskytuje v Africe na jih od Sahary, především v savanách a buši, kde se vyskytuje dostatek termitů. V Botswaně se vyskytuje i v polopoušti Kalahari, naproti tomu v Etiopii vystupuje poměrně vysoko do hor. Vyhýbá se deštným pralesům.

## Způsob života
Hrabáč kapský je aktivní především v noci, den přespává ve své noře. Je samotář. Ze smyslů hrabáče je nejlepší čich a sluch, zrak je poměrně slabý. Dlouhé boltce v klidu drží vzpřímeně, ale dovede je složit a uzavřít tak zvukovody. Zvláštně stavěným čenichem vyhledává kořist. Kolem nozder má husté chlupy, které je chrání při hrabání. Hrabáč je výborně přizpůsoben k hloubení nor. Nory hloubí pomocí svých silných předních nohou, které jsou opatřeny drápy, vyhrabanou zeminu odtlačuje zadníma nohama. Pomocí silných drápů také rozhrabává termitiště a mraveniště, jejichž obyvateli se živí.

## Potrava
Hrabáč kapský se v přírodě živí především mravenci a termity, jejichž hnízda rozhrabává silnými drápy a vyplašený hmyz pak nalepuje dlouhým jazykem. V zajetí je složení krmení individuální, skládá se z mnoha komponentů s vysokým obsahem bílkovin (hmyz, mleté vařené hovězí maso, žloutky, mléko, banány...).

## Rozmnožování
Samice rodí jen jediné mládě o hmotnosti přibližně 1,6 kg. Březost trvá 243 dní. Mládě saje 4 měsíce. V zajetí se dožívá průměrně 21–23 let. Nejstarším známým hrabáčem žijícím v lidské péči se stala samice Pieta, když v pražské zoo 16. září 2023 dosáhla věku 32 let a 28 dní.

## Chov v zoo
Patří mezi vzácně chované druhy. První jedinec byl dovezen do londýnské zoo v roce 1869. První rozmnožení bylo zaznamenáno v roce 1962 v Zoo Frankfurt nad Mohanem. První úspěšný odchov (umělý) se podařil v roce 1967 v Miami Crandon Park ve Spojených státech amerických. První přirozený odchov následoval roku 1969 v Zoo Artis Amsterdam. V říjnu 2019 chovalo hrabáče kapského přibližně 25 evropských zoo, přičemž odchovy jsou zaznamenávány asi v šesti institucích. V Česku je lze spatřit v:
- Zoo Praha (od 1979, několikrát se zde rozmnožil, naposledy 10. 7. 2022[5])
- ZOO Dvůr Králové (od 2014, 2017 se zde narodilo historicky první mládě)
- Zoo Olomouc (od roku 2017 samec, od března 2018 samice – odchov ze Zoo Praha)
- Zoo Plzeň (od roku 2019 samice ze Zoo Antverpy)[6]

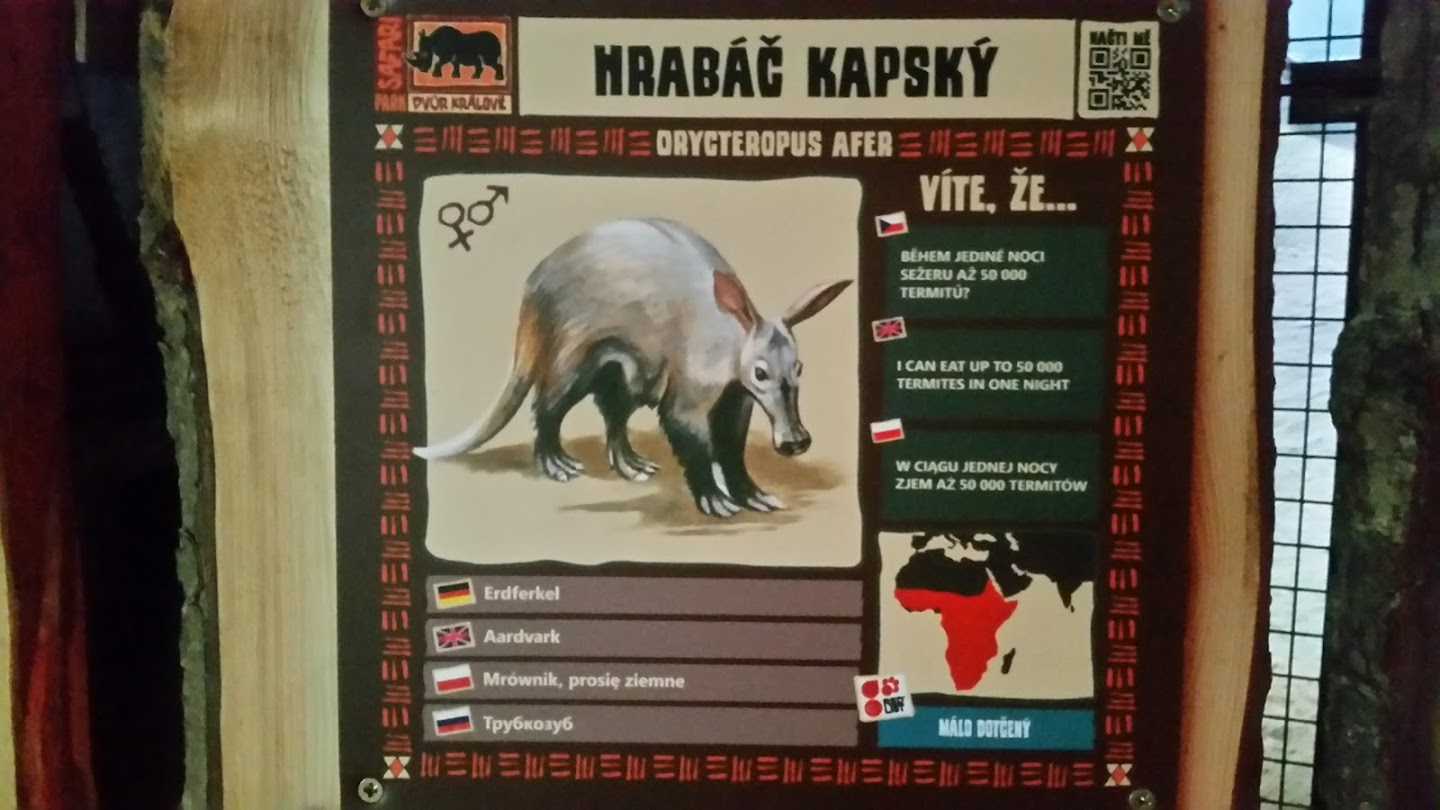
Zoo Dvůr Králové

### Chov v Zoo Praha
Chov hrabáče kapského v pražské zoo započal v roce 1979. Jednalo se o první zvířata tohoto druhu v Československu. Tehdy přišly ze Spojeného království dvě samice (Bojsa a Nebojsa). Po úhynu druhé ze samic došlo k dovozu samce – geneticky cenného z volné přírody, konkrétně z Namibie. První odchované mládě přišlo na svět o dva roky později – v roce 1989. Další odchovaná mláďata následovala v roce 1994 a 2004.
Současný chovný samec Draco je vnukem původního samce Táty. Samice Kvída (Quote) přišla do Prahy v roce 2006 a pochází z nizozemské zoo v Arnhemu, kde se 1. 2. 2005 narodila. První dvě společná mláďata Draca a Kvídy se nepodařilo odchovat, další pokusy však již byly úspěšné. 26. 7. 2015 se narodil samec a následně dostal jméno Kito. Mládě pokřtili Taťána Kuchařová a Ondřej Brzobohatý. Dnes Kito žije v Dánsku (Zoo Randers). 20. 8. 2016 přišla na svět samička Nyota, v překladu hvězda. Jméno vybrali čtenáři Blesk.cz. Samička opustila Zoo Praha na počátku března 2018 a zamířila do Olomouce. Zatím poslední mládě (samička) se narodilo 22. 4. 2018. 10. 6. 2018 byla pokřtěna hereckým párem Igor Bareš a Antonie Talacková a dostala jméno Sawa. V březnu 2019 odešla do britského Shepreth Wildlife Parku. Do počátku roku 2019 se tak podařilo odchovat šest mláďat.
Hrabáči jsou v Zoo Praha od roku 2001 chováni v pavilonu Africký dům v severní části zahrady. Dříve byli v areálu karantény a k vidění byli jen za letních dnů.
Samice hrabáče kapského Pieta chovaná v pražské zoo od roku 2004 dosáhla 16. září 2023 věku 32 let a 28 dní a tím překonala historický rekord. U žádného jiného hrabáče nebyl nikdy doložen vyšší věk.

## Hrabáči v kultuře
knihy
- Thomas Cathcart, Daniel Klein: Aristotle and an Aardvark Go to Washington: Understanding Political Doublespeak through Philosophy and Jokes (bestseller, USA, 2008)
- Masopustová a kolektiv. Chov exotických zvířat (2009). Česká zemědělská univerzita. ISBN 978-80-213-1916-5

TV seriál
- TV seriál BBC: Červený trpaslík, Série IV, Epizoda 1: „Kamila“